# Sternidius rossi
Sternidius rossi là một loài bọ cánh cứng trong họ Cerambycidae.